# Вьерзон-2 (кантон)
Вьерзо́н-2 (фр. Vierzon-2) — кантон во Франции, находится в регионе Центр, департамент Шер. Входит в состав округа Вьерзон.
Код INSEE кантона — 1830. Всего в кантон Вьерзон-2 входят 10 коммун, из них главной коммуной является Вьерзон.

## Коммуны кантона
| Коммуна            | Население, чел. (2006) | Почтовый индекс | Код INSEE |
| ------------------ | ---------------------- | --------------- | --------- |
| Винью-сюр-Баранжон | 2 020                  | 18500           | 18281     |
| Вузрон             | 551                    | 18330           | 18290     |
| Вьерзон            | 11 711                 | 18100           | 18279     |
| Массе              | 1 406                  | 18120           | 18140     |
| Мери-сюр-Шер       | 674                    | 18100           | 18150     |
| Нансе              | 842                    | 18330           | 18159     |
| Нёви-сюр-Баранжон  | 1 232                  | 18330           | 18165     |
| Сен-Лоран          | 388                    | 18330           | 18219     |
| Сент-Илер-де-Кур   | 731                    | 18100           | 18214     |
| Тенью              | 591                    | 18100           | 18263     |